# Прапор Менського району
Пра́пор Ме́нського райо́ну — офіційний символ Менського району Чернігівської області, затверджений 28 березня 2007 року рішенням 6 сесії Менської районної ради 5 скликання. Автором проекту прапора є Андрій Михайлович Ющенко.

## Опис
Прапор являє собою прямокутне полотнище зі співвідношенням сторін 2:3, яке розділене горизонтально на зелену і малинову рівновеликі смуги білою хвилястою смугою (1/12 ширини прапора).

## Символіка
- Зелений колір означає достаток та багатство Чернігівської землі.
- Біла хвиля символізує річку Десна, багатство водних просторів району.
- Малиновий — найбільш розповсюдженений колір козацьких прапорів і означає мужність та хоробрість. Це підкреслює давні козацькі традиції краю.